# フリスビー (曲)
『フリスビー 』は、MOON CHILDの9枚目のシングル。

## 解説
- TBS系「COUNT DOWN TV」エンディングテーマ。
- プロデュースを委託せず、バンドメンバーとツアーメンバーのみで編曲を行った作品。音源に民族楽器や掃除機を用いたりなど、実験的な試みを行っている。
- 「フリスビー」という名称はワーム・オー社（Wham-O）が商標を持つ商品名なので、使用にはいろいろ問題があった模様。[1]
- カップリング曲の「極東少年哀歌」は、歌詞の一部にとあるバンド名が入るため、その部分はエフェクトで伏せられている。

## 収録曲
| 全作詞・作曲: 佐々木収、全編曲: MOON CHILD。 |                               |          |            |
| #                                            | タイトル                      | 作詞     | 作曲・編曲 |
| 1.                                           | 「フリスビー」                | 佐々木収 | 佐々木収   |
| 2.                                           | 「極東少年哀歌」              | 佐々木収 | 佐々木収   |
| 3.                                           | 「フリスビー (Instrumental)」 | 佐々木収 | 佐々木収   |

## 収録アルバム
- POP AND DECADENCE (#1)
- Treasures of MOON CHILD 〜THE BEST OF MOON CHILD〜 (#1)
- COMPLETE BEST (#1)